# Vaillantella cinnamomea
Vaillantella cinnamomea és una espècie de peix de la família dels balitòrids i de l'ordre dels cipriniformes.
És un peix d'aigua dolça, demersal i de clima tropical.
Es troba a Àsia: Indonèsia.